# Calochone redingii
Calochone redingii är en måreväxtart som först beskrevs av De Wild., och fick sitt nu gällande namn av Ronald William John Keay. Calochone redingii ingår i släktet Calochone och familjen måreväxter. Inga underarter finns listade i Catalogue of Life.